# Dieter Gessner
Dieter Gessner (* 1940) ist ein Dokumentationsjournalist. Er veröffentlichte verschiedene Arbeiten zur Geschichte der Weimarer Republik.

## Leben
Dieter Gessner wurde 1940 geboren. Er promovierte 1979 zum Dr. phil. und arbeitete dann als Dokumentationsjournalist bei der Zeitschrift Der Spiegel. Von ihm stammen verschiedene Arbeiten zur Geschichte der Weimarer Republik. So arbeitete er unter anderem über die Agrarverbände in der Weimarer Republik. und veröffentlichte bei der Wissenschaftlichen Buchgesellschaft auch eine Arbeit zum Ende der Weimarer Republik sowie ein in der Reihe "Kontroversen um die Geschichte" erschienenes Studienbuch Die Weimarer Republik.

## Schriften
- Literatur von und über Dieter Gessner im Katalog der Deutschen Nationalbibliothek
- Agrarverbände in der Weimarer Republik. Wirtschaftliche und soziale Voraussetzungen agrarkonservativer Politik vor 1933. Droste, Düsseldorf 1976 (Zugleich: Köln, Univ., Diss., 1970).
- Agrardepression und Präsidialregierungen in Deutschland 1930-1933. Probleme des Agrarprotektionismus am Ende der Weimarer Republik. Droste Verlag, Düsseldorf 1977, ISBN 3-7700-0468-X.
- Das Ende der Weimarer Republik. Fragen, Methoden und Ergebnisse interdisziplinärer Forschung (= Erträge der Forschung. Bd. 97). Wissenschaftliche Buchgesellschaft, Darmstadt 1978, ISBN 3-534-07667-2.
- Die Weimarer Republik. Wissenschaftliche Buchgesellschaft, Darmstadt 2002[1], 3-534-14727-8 (3., durchgesehene Auflage. ebenda 2009, ISBN 978-3-534-22993-2).
- Volksgemeinschaft 1933–1945. Zur Entstehung und Bedeutung eines politischen Schlagwortes. Springer VS, Wiesbaden 2019, ISBN 978-3-658-24709-6.